# Lega Nazionale Professionisti
A Lega Nazionale Professionisti – LNP (em português: "Liga Nacional de Profissionais"), mundialmente conhecida como Lega Calcio ("Liga de Futebol"), foi o órgão que dirigiu por 64 anos as duas maiores divisões do futebol da Itália, chamadas de Serie A (primeira divisão) e Serie B (segunda divisão), da temporada 1946–47 até a temporada 2009–10. A Lega Calcio também organizou a principal copa italiana, a Coppa Italia e a Supercoppa Italiana e outras competições como o Campionato Primavera, a Coppa Italia Primavera e a Supercoppa Primavera.
Fundada em 1946 em Rapallo, com sede em Milão, deixou de existir formalmente em 1 de julho de 2010, após uma divisão entre os clubes da Serie A e B, que levou a criação de duas novas ligas, a Lega Serie A e a Lega Serie B.

## História

### Antecessoras (1921–46)
A primeira liga de futebol na Itália foi a Lega Nord ("Liga do Norte"), que era composta pelos principais clubes do Norte da Itália, durou de 1921 a 1926. O Direttorio Divisioni Superiori ("Diretório de Divisão Superior"), uma liga que operou durante a era fascista e cujo presidente era nomeado pela FIGC, durou de 1926 a 1945. Dissolvido o Direttorio em 1945, os presidentes das principais agremiações italianas decidiram substituí-lo por dois novos órgãos que organizou a temporada de 1945–46: a Lega Nazionale Alta Italia e a Lega Nazionale Centro-Sud.

### Nascimento da Lega Nazionale (1946–60)
Com o fim da Segunda Guerra Mundial, entre 14 e 16 de maio de 1946, as associações que aderiram à Federação de Futebol Italiana reúnem em assembleia constituinte e dão origem ao Consiglio Federale ("Conselho Federal") com um presidente (Ottorino Barassi), dois vices e um secretário-geral. Na oportunidade, os presentes também criam a Lega Nazionale ("Liga Nacional") em Rapallo, com sede em Milão. O primeiro presidente foi o engenheiro Piero Pedroni, que dirigiu a instituição por quatro anos (1946–1950), e foi sucedido por Saverio Giulini.
Após a desclassificação da Itália para a Copa na Suécia em 58 ante à Irlanda do Norte, em Belfast (15 de janeiro de 1958), a Lega elege seu novo presidente: Giuseppe Pasquale, que sucede Saverio Giulini. Em 3 de agosto de 1958, o presidente do CONI, Giulio Onesti, acusou os chefes do Milan (Andrea Rizzoli), Juventus (Umberto Agnelli) e Inter (Angelo Moratti), de abuso de poder econômico no futebol. Após um período de caos, Ottorino Barassi é forçado a renunciar da presidência da FIGC, que em 13 de agosto de 1958 passa a ser comissionada, para seu lugar é posto o secretário do CONI, Bruno Zauli. O mesmo destino é sofrido pela Lega, confiada a Pasquale.

### Lega Nazionale Professionisti (1960–2010)
Em 30 de junho de 1959, chega ao fim a gestão do comissário Zauli frente a FIGC, entre as principais mudanças, a Itália passa a reconhecer plenamente como profissionais os jogadores das principais divisões, iniciando na temporada 1959–60. Em 21 de julho de 1959, a Lega reunida em Milão confirma Pasquale, não mais como comissário e sim como presidente, enquanto isso, Umberto Agnelli é eleito presidente da FIGC em 9 de agosto e permanece no cargo até 1961; além disso, a  Lega Nazionale tem seu nome foi alterado para Lega Nazionale Professionisti em 1960. Pasquale logo cede o cargo de liderança da Lega para Giorgio Perlasca, que é eleito em 24 de julho de 1962 e permaneceu no cargo até 12 de julho de 1964. Perlasca abdica do cargo, e deixa o posto para o comissário Artemio Franchi.
Em agosto de 1965, a Lega escolheu um novo presidente: Aldo Stacchi, que permanecerá no posto até março de 1973, substituindo a cadeira deixada pelo comissário Franchi. Entre as principais reformulações, o campeonato da "A" passa de 18 para 16 equipes (que durou da temporada 1967–68 até a 1987–88) e proibição de estrangeiros (em vigor até maio de 1980). Em 13 de julho de 1968, nasce em Milão, a Associação Italiana de Futebol, presidida pelo advogado Sergio Campana. Stacchi renuncia ao cargo de presidente da Lega em 14 de fevereiro de 1973, desafiado por uma minoria de equipes que não querem mais obedeceram a sua gestão rigorosa.
Franco Carraro torna-se presidente das equipes da A e B na véspera do campeonato de 1973–74; em 9 de outubro de 1976 foi eleito presidente da Lega, o advogado Antonio Griffi, que deixará o cargo em 18 de julho de 1977, depois que 20 das trinta e seis equipes assinaram um documento solicitando um comissário na Lega, para resolver os gravíssimos problemas do setor, quando o déficit estava no total de 50 bilhões. De novo como comissário, Franco Carraro, ex-presidente da FIGC, acaba renunciando em maio de 1978. Em 7 de julho de 2008, o Conselho do Estado decide pela expulsão de Onesti da presidência do CONI.
Na presidência de Renzo Righetti na Lega temos o retorno os estrangeiros à Itália em maio de 1980. Por motivos de saúde, Righetti deixa o cargo à três meses do fim do mandato.
Antonio Matarrese torna-se presidente da Lega em 10 de março de 1982. Em 1985, ele apresentou um estudo com um pedido de intervenção estatal no futebol, através de um empréstimo subsidiado. O déficit que era de 200 bilhões, em parte por conta da queda no número dos telespectadores, pelo segundo escândalo de apostas, pelas campanha fracassada da Azzurra no Mundial do México, fatos esses que levaram ao comissariamento na FIGC pelo CONI (primeiro Carraro e depois Manzella). Matarrese deixou a Lega no final de outubro de 1987. No domingo, 1º de novembro, ele foi eleito presidente da FIGC e seu lugar na Lega foi ocupado por Luciano Nizzola, eleito por unanimidade em 27 de novembro.
A partir da temporada 1988–89, as equipes da série "A" retornam ao total de 18 equipes e em 1º de julho de 1992, Nizzola foi reeleito presidente da Lega. A primeira greve do futebol italiano acontece em 17 de março de 1996; o mandato de Matarrese na FIGC chega ao fim e Nizzola é eleito presidente no seu lugar em 14 de dezembro de 1996; e em 21 de fevereiro de 1997, Nizzola é substituído por Franco Carraro na presidência da Lega.

#### Lega Calcio
A denominação "Lega Calcio" nasceu em 1996, durante a presidência do advogado Luciano Nizzola, por ocasião do quinquagésimo aniversário da fundação da Lega Nazionale Professionisti – LNP.
Adriano Galliani, é eleito presidente da Lega Nazionale Professionistil pela primeira vez em 9 de julho de 2002 e reeleito em 23 de março de 2005. Renunciou em 22 de junho de 2006 e Massimo Cellino chega à presidência pro tempore da Lega Calcio, ficando no posto até a chegada de Antonio Matarrese. Antonio Matarrese foi eleito presidente da Lega Nazionale Professionisti, em 8 de agosto de 2006, posto que já havia ocupado entre 1982 e 1987.

## Divisão em 2010
Em 30 de abril de 2009, começou uma disputa entres os clubes da Serie A e B em relação ao futuro da liga, 19 dos 20 principais clubes (a única exceção foi o U.S. Lecce) concordaram em separar-se da Serie B para formar um outro órgão regulador e financeiro, com o mesmo nome Serie A, lembrando a formação da Premier League da Inglaterra em 1992.
Isso levou à eleição fracassada do sucessor de Antonio Matarrese para a presidência. Em 28 de maio de 2009, Giancarlo Abete, presidente da FIGC, assume a direção da Lega como comissário extraordinário. Sob o comando do comissário, que durou alguns meses, os clubes da série A e B entram em acordo para a separação da Lega Calcio em duas ligas a partir da temporada 2010–11. Em 18 de setembro de 2009, a Assembleia confirma Maurizio Beretta como o presidente da Lega Calcio, ratificando a eleição de 25 de agosto. Maurizio Beretta, já nomeado para presidir a nova Lega Serie A, foi o último presidente da Lega Nazionale Professionisti. E por fim, em 1 de julho de 2010, a Lega Calcio deixou de existir oficialmente e foi substituída por duas ligas recém-formadas: Lega Serie A e Lega Serie B.

## Competições

### Ligas
A Lega Calcio organizava as duas principais divisões do campeonato italiano: Serie A e Serie B. 

### Copa
A Lega Calcio organizou a principal copa do país, a Coppa Italia, que contava com clubes da Sere A, B e alguns clubes da Serie C.

### Supercopa
A Lega Calcio também organizava a Supercoppa Italiana, entre o campeão da Serie A e o vencedor da Coppa Italia.

### Competições juvenis
Equipes juvenis de clubes da Lega Calcio jogaram no Campionato Nazionale Primavera, além das copas, como a Coppa Italia Primavera e Supercoppa Primavera.

## Lista de presidentes da Lega Nazionale Professionisti
Fonte: Lega Serie A e Lega Calcio.
- 1946–50: Piero Pedroni
- 1950–57: Saverio Giulini
- 1958–59: Giuseppe Pasquale (interino)[nota 1]
- 1959–62: Giuseppe Pasquale
- 1962–64: Giorgio Perlasca
- 1964–65: Artemio Franchi (interino)[nota 1]
- 1965–73: Aldo Stacchi
- 1973–76: Franco Carraro
- 1976–77: Antonio Griffi
- 1977–78: Franco Carraro (interino)[nota 1]
- 1978–81: Renzo Righetti
- 1982–87: Antonio Matarrese
- 1987–96: Luciano Nizzola
- 1997–2001: Franco Carraro
- 2002–06: Adriano Galliani
- 2006–09: Antonio Matarrese
- 2009: Giancarlo Abete (interino)[nota 1]
- 2009–10: Maurizio Beretta

## Bola oficial
A partir da temporada 2007–08, em todos os jogos organizados pela Lega Calcio, foram utilizadas bolas da Nike do mesmo modelo, assim como ocorre na Premier League e na Primera División.
- 2007–08: Nike T90 Aerow II
- 2008–09: Nike T90 Omni
- 2009–10: Nike T90 Ascente